# Học liên thông lên đại học ở Việt Nam
Liên thông lên đại học là một hình thức đào tạo được bộ giáo dục cho phép một số trường thực hiện. Học liên thông lên Đại học dành cho các đối tượng sinh viên hệ Cao đẳng hay trung cấp chuyên nghiệp có cơ hội bổ sung kiến thức và vẫn được cấp bằng Đại học sau khi hoàn thành chương trình Liên thông.
Sau khi học xong Cao đẳng hoặc trung cấp chuyên nghiệp, sinh viên cần phải tốt nghiệp loại Khá, Giỏi, hoặc có một khoảng thời gian kinh nghiệm làm việc gắn với chuyên môn được đào tạo mới được tham gia dự tuyển liên thông lên bậc cao hơn (3 năm cho Trung cấp chuyên nghiệp, 1 năm cho Cao đẳng).
Muốn học liên thông lên Đại học, những người đã có bằng tốt nghiệp Trung cấp chuyên nghiệp phải tham dự kỳ thi tuyển 3 môn gồm: hai môn cơ bản và một môn cơ sở ngành (hoặc thực hành nghề); còn những người đã có bằng tốt nghiệp Cao đẳng, thì phải tham dự một kỳ thi tuyển 2 môn gồm: môn cơ sở ngành (hoặc môn ngoại ngữ tiếng Anh) và một môn kiến thức ngành.

## Đào tạo liên thông quốc tế
Hiện nay, hình thức đào tạo liên thông lên Đại học liên kết với nước ngoài cũng đã ra đời. Tuy số lượng còn chưa nhiều nhưng cũng hiện đang thu hút sự quan tâm của mọi người. Các trường có hình thức liên thông này phải kể đến trường Cao đẳng Việt Mỹ và trường Đại học Kỹ thuật Công nghệ TP HCM với chương trình hợp tác liên kết đào tạo liên thông lên Đại học Lincoln (Hoa Kỳ); Chương trình liên thông lấy bằng Anh quốc của Học viện tài chính và Đại học Gloucestershire cấp với hai chuyên ngành là Quản trị kinh doanh và Tài chính kế toán.